# Aleksander Lasoń
Aleksander Lasoń, né le 10 novembre 1951 à Siemianowice Śląskie, est un compositeur, chef d'orchestre et pédagogue polonais.